# Quintus Fulvius Flaccus (consul en -237)
Pour les articles homonymes, voir Quintus Fulvius Flaccus.
Quintus Fulvius Flaccus est un consul de la République romaine. Il est le fils de Marcus Fulvius Flaccus (consul en 264 av. J.-C.) et le père de Quintus Fulvius Flaccus, (consul en 180 av. J.-C.).
Général romain, quatre fois consul en 237, 224, 212, 209. dictateur en 210. Il combat les Ligures et obtient le triomphe.
- En 237 av. J.-C., il est consul. Il combat les Gaulois de l'Italie du nord.
- En 231 av. J.-C., il est censeur.
- En 224 av. J.-C., il est consul pour la seconde fois, soumettant les Boiis.
- En 215 av. J.-C., il est préteur.
- En 213 av. J.-C., il est maître de cavalerie.
- En 212, il est consul pour la troisième fois. Il est battu par Hannibal à la première bataille de Capoue. Il est l'un des trois candidats pour être pontifex maximus, mais ce n'est pas lui qui est choisi.
- En 211 av. J.-C., il est à nouveau préfet, il vainc Hannon près de Beneventum, capturant son camp, puis il s'empare de Capoue après un long siège.
- En 210 av. J.-C., il est dictateur.
- En 209 av. J.-C., il est consul pour la quatrième fois et prend les garnisons d'Hannibal dans le Lucanie et le Bruttium.
- En 205 av. J.-C., il s'oppose à l'expédition africaine de Scipion. Il meurt peu après.